# Giuseppe Zampieri
Giuseppe Zampieri (Vicenza, 6 novembre 1893 – Vicenza, 13 aprile 1976) è stato un politico italiano.
Fu sindaco di Vicenza dal 1948 al 1958, quindi senatore della Repubblica per due legislature, dal 1958 al 1968; ricoprì inoltre - nei primi anni venti - vari altri incarichi amministrativi a livello comunale e provinciale nonché in seno al Partito Popolare Italiano, così come nella Democrazia Cristiana in epoca repubblicana.

## Biografia
Studente in seminario prima, alla facoltà di giurisprudenza dell'Università di Padova poi, fu richiamato alle armi nel 1915 ed inquadrato quale ufficiale di complemento nel 141º Reggimento fanteria "Catanzaro". Partecipò quindi ai combattimenti sul fronte dell'Isonzo, dove venne ferito e meritandosi una medaglia di bronzo al valor militare, commutata poi nel dopoguerra in medaglia d'argento sempre al V.M.
Laureatosi in legge nel 1922, divenne notaio nel 1926, esercitando la professione prima in provincia di Verona, quindi in varie località del vicentino, fino ad ottenere nel 1929 la sede notarile a Vicenza dove proseguì l'attività fino al 1963.
In seguito alle vicende politiche della prima guerra mondiale fu nel 1919 tra i fondatori del Partito Popolare Italiano (PPI) a Vicenza, ricoprendo fin dall'inizio l'incarico di componente della direzione provinciale del partito. Nel 1920 venne eletto in Consiglio provinciale, quindi nominato membro della giunta provinciale.
Fu attivo in politica così come nell'ambiente cattolico cittadino fino alla metà degli anni venti, quando la progressiva fascistizzazione della società lo marginalizzò, inducendolo a ritirarsi nell'attività professionale, proseguendo la collaborazione con organismi religiosi diocesani (in particolare nella Società di San Vincenzo de' Paoli) e con il vescovo Ferdinando Rodolfi.
Al termine della seconda guerra mondiale riprese immediatamente l'attività politica, venendo nominato segretario provinciale della nascente Democrazia Cristiana; eletto consigliere comunale a Vicenza, dopo essere stato per tre anni consigliere prima e assessore alle finanze poi, divenne sindaco nel 1948. Rieletto primo cittadino nel 1953, svolse tale incarico fino al 1958, quando venne candidato al Senato della Repubblica nel collegio di Vicenza. Eletto quindi senatore nella III Legislatura (1958-1963), fu confermato per un secondo mandato per il periodo 1963-1968 (IV Legislatura).
Progressivamente critico nei confronti del partito - ed in particolare del segretario nazionale Amintore Fanfani - che a suo dire aveva perso l'originaria ispirazione cristiana delineata da don Luigi Sturzo, nel 1968 si ritirò a vita privata.
È stato definito "il sindaco della ricostruzione" per aver risollevato la città dopo i bombardamenti della seconda guerra mondiale. Suo era l'ideale della "Grande Vicenza", per cui la città avrebbe dovuto essere il vero e proprio motore politico-amministrativo dell'intera provincia. Nella Vicenza degli anni cinquanta propose alcune iniziative che si sarebbero rivelate anticipatrici, come la deviazione del traffico dal centro cittadino (in particolare da Corso Palladio, cosa allora ritenuta scandalosa), il decentramento di uffici e servizi pubblici, lo svecchiamento generale della struttura amministrativa.
Al Senato fu attivo in provvedimenti coerenti con i suoi ideali di attenzione alle autonomie ed al governo locali: fu, ad esempio, il relatore della legge costituzionale che istituì, nel 1964, la Regione autonoma del Friuli-Venezia Giulia.
Nel 1994 il Comune di Vicenza gli intitolò una via nel Quartiere di San Giuseppe ("Mercato Nuovo"), ove sono ospitati i nuovi Uffici dell'Amministrazione Finanziaria; nel 2009 infine, nel corso di un'apposita cerimonia svoltasi in Municipio il 3 luglio, gli venne intitolata l'ex "Sala verde" del Palazzo Comunale.
Ebbe otto figli, di cui la primogenita, Anna Maria (nata nel 1933), lavora come giornalista.

## Opere
Appassionato latinista, gran parte delle sue traduzioni dai classici sono tuttora inedite, conservate dalla famiglia. Pubblicò nel 1967  la raccolta di poesie Dal mio Diario (Tip. G. Rumor, Vicenza). Nel 1984 il Comune di Vicenza diede alle stampe un suo scritto del 1962, Appunti a ricordo d'un concetto e d'un metodo applicati all'amministrazione della Comunità vicentina.